# 공급사슬
공급사슬(영어: supply chain) 또는 공급망은 기업의 공급사슬은 원재료를 획득하고, 이 원재료를 중간재나 최종재로 변환하고, 최종제품을 고객에게 유통시키기 위한 조직 및 비즈니스 프로세스의 네트워크다. 공급사슬은 제품 및 서비스를 원천에서 소비에 이르도록 공급하기 위해 공급업체, 제조공장, 유통센터, 소매할인점, 고객을 연결한다. 공급사슬상에서 물질, 정보, 지불은 양방향으로 흐른다. 공급사슬의 상류(Upstream)지역에는 공급업체와 그 공급업체의 공급업체가 있으며, 업체간의 관계를 관리하기 위한 프로세스가 포함된다. 하류(downstream)지역은 최종 고객에게 제품을 유통하고 전달하기 위해 조직과 프로세스로 구성된다.

## 공급망의 참여자와 구성요소
전형적인 공급망은 다음과 같은 다양한 단계의 참여자로 구성될 수 있다.
1. 고객 (CustDistributor)
2. 생산업체 (Manufactures)
3. 부품/원자재 공급업체(Component/raw materials Suppliers)

## 같이 보기
- 공급망 관리
- 홍색 공급망(Red supply chain) - 중국을 세계의 공장으로 운영되어 온 기존공급망
- 중국 없는 공급망(China-free supply chain) - 미중무역전쟁을 전후로 구상되고 있는 중국을 배제한 대안공급망